# Rosa Cedrón
Rosa Cedrón (Monforte de Lemos, Lugo, 25 d'octubre de 1972) és una cantant gallega i intèrpret de violoncel. És coneguda per ésser durant nou anys la veu del grup Luar na lubre i per col·laborar en discs de músics com Mike Oldfield.

## Trajectòria
Nascuda a Monforte de Lemos, de seguida es va mudar a la Corunya. Des de ben petita la seva vocació va ser el violoncel i va pertànyer a l'Orquestra de Càmera Municipal de la Corunya. Més tard seria professora de música a Ferrol.
Va començar a col·laborar amb Luar na lubre, inicialment tocant el violoncel, però va acabar sent-ne la vocalista. El conegut músic Mike Oldfield la va convidar a participar en la gravació de Tubular Bells III, fet que va augmentar la popularitat i l'èxit del grup de música folk gallec, al qual Rosa Cedrón va romandre durant nou anys.
L'any 2005 deixa el grup per començar la seva carrera en solitari. El 2007 va publicar el seu primer disc titulat Entre dous mares.
El 2010 va treure un disc juntament amb Cristina Pato, encarregant-se ella de la veu i Cristina del piano. El 2013 grava el disc Cantando a Galicia amb Paco Lodeiro i Sito Sedes, projecte que a més inclou una gira de concerts.
L'any 2016 treu el seu segon disc en solitari: Nada que perder.

## Discografia

### AmbLuar na lubre
- Plenilunio (1997)
- Cabo do mundo (1999)
- XV Aniversario (2001)
- Espiral (2002)
- Hai un paraíso (2004)

### En solitari
- Entre dous mares (2007)
- Nada que perder (2016)

### En col·laboració
- Soas muller amb Cristina Pato (2010)
- Cantando a Galicia amb Paco Lodeiro i Sito Sedes (2013)